# Tipula nova
Tipula nova är en tvåvingeart som beskrevs av Walker 1848. Tipula nova ingår i släktet Tipula och familjen storharkrankar. Inga underarter finns listade i Catalogue of Life.